# Scooby-Doo! Stage Fright
Scooby-Doo! Stage Fright (no Brasil, Scooby-Doo e o Fantasma da Ópera) é o vigésimo lançamento na série de filmes diretamente em vídeo de Scooby-Doo, lançado em 20 de agosto de 2013 pela Warner Premiere.

## Sinopse
Fred e Daphne foram escolhidos para participarem de um show de talentos chamado Talent Star, que vai acontecer em Chicago, Illinois. O show será numa casa de opera que infelizmente é assombrado por um fantasma conhecido como O Fantasma da Opera, cujo principal objetivo é de eliminar os finalistas e deixar que Chrissy, uma das finalista ganhasse. A gangue tenta capturar o fantasma, mas não conseguem pois o fantasma consegue ir para qualquer lugar da opera e some sem deixar rastros, mas Salsicha e Scooby perceberam uma pista que é um estranho cheiro de limão. Assim durante a investigação, a gangue vai descobrindo o passado do fantasma enquanto Fred e Daphne treinam e conhecem os finalistas, ao mesmo tempo em que Daphne encontra dificuldades para expressar seus sentimentos para Fred. 